# Castel di Lama
Castel di Lama é uma comuna italiana da região das Marcas, província de Ascoli Piceno, com cerca de 7 214 habitantes. Estende-se por uma área de 10 km², tendo uma densidade populacional de 721 hab/km². Faz fronteira com Appignano del Tronto, Ascoli Piceno, Castorano, Offida.

## Demografia
| Variação demográfica do município entre 1861 e 2011                               |
|                                                                                   |
| Fonte: Istituto Nazionale di Statistica (ISTAT) - Elaboração gráfica da Wikipedia |